# 丙二酸二乙酯
丙二酸二乙酯（DEM）是丙二酸的二乙醇酯，无色有苹果味的液体，天然存在于葡萄和草莓中。属于β-二羰基化合物，用作有机合成和药物合成的中间体，可以合成巴比妥酸、维生素B1、维生素B6和人工香料等。类似的化合物还有乙酰乙酸乙酯、丙二酸二甲酯、乙酸乙酯、乙酰丙酮等。
丙二酸二乙酯可通过用氯乙酸为原料，用氰离子增碳生成氰乙酸，再与乙醇酯化制得：
丙二酸二乙酯或取代的丙二酸二乙酯经过“酮式分解”或“酸式分解”，可以得到乙酸或乙酸的衍生物。

## 酸性
丙二酸二乙酯中的亚甲基氢与两个吸电子的羰基相连，因此性质活泼，可以被强碱脱去，而生成比较稳定的碳负离子：
碱一般选用甲醇钠、乙醇钠一类的碱。用氢氧化钠水溶液反应会使酯发生水解，破坏丙二酸二乙酯的结构。生成的碳负离子中的负电荷可以离域到羰基上，也可以形成六元环的分子内氢键，相应的烯醇式存在以下共振式，因此比较稳定，是个很强的亲核试剂。

丙二酸二乙酯的共轭碱的共振式。

亚甲基的两个氢原子都可被脱去生成碳负，程度取决于加入的碱的量。碳负离子可以和α,β-不饱和羰基化合物发生Michael加成反应，也可发生Claisen缩合反应，被烃基化、酰基化或被其他基团取代，生成取代的丙二酸二乙酯。而后经过成环、水解、脱羧等不同的反应可以制得很多有机化合物，称为丙二酸酯合成：
例子如：